# Ljubiša Savanović
Ljubiša Savanović (Banja Luka, 1981) srpski je glumac.
Rođen je 14. Decembra 1981. godine u Banjoj Luci. Završio je Osnovnu školu "Branko Radičević", a potom Gimnaziju u Banjaluci. Diplomirao je 2003. na Akademiji umjetnosti u Banjaluci, na Dramskom odsjeku, smjer Gluma, u klasi prof. Jelene Trepetove Kostić. Član je ansambla Narodnog pozorišta Republike Srpske od 2004., a od 2007. do 2011. radio je i kao umjetnički direktor Narodnog pozorišta RS.
Igrao je u predstavama Narodnog Pozorišta RS, Gradskog pozorišta „Jazavac“ iz Banjaluke, Gradskog kazališta Požega, Akademije umjetnosti Banjaluka i u predstavama Udruženja dramskih umjetnika RS. 
Glumio je u serijama “Meso” i “Kosti”.

## Filmografija
- Руски конзул 2024
- Kosti 2020
- Краљ Петар Први (филм) 2018.
- Meso (TV serija) 2017
- Narodni heroj Ljiljan Vidic 2015
- Lud, zbunjen, normalan 2015
- Zamalo zivot 2013
- Nedjeljom ujutro, subotom navecer 2012
- Kad bude, bice 2012
- Turneja 2011
- Ranjenik bez noge 2011
- Balkanski vitezovi 2011
- Forest Creatures 2010
- 32. decembar 2009
- Zakon! 2009
- To toplo ljeto 2008
- The Tour 2008
- Sa dvije noge u zemlji 2007
- Nepogodan za sva vremena 2007
- Izbor 2006
- Neprebol 2005
- Postar i princeza 2004
- Neka se ovaj film zove po meni 2004
- Bez pardona 2003
- Gazdarica 2002
- Zivot od Milutina 2001
- Mejdan Simeuna Djaka 1999

## Nagrade
Nagrada za najbolju mušku epizodnu ulogu za film 32. DECEMBAR Saše Hajdukovića na festivalu “Mojkovačka filmska jesen” 2010. godine.
Na Susretima pozorišta BiH u Brčkom 2004 dobio nagradu za najboljeg mladog glumca za ulogu Gidre u predstavi Gospođa Olga.
Proglašen najboljim mladim glumcem na Pozorišnim igrama u Jajcu 2006. za ulogu Pere Pisara u predstavi Gospođa ministarka.
Nagrada grada Banjaluke za mlade za izuzetan doprinos u oblasti pozorišne umjetnosti, 2006. godine.
Na Pozorišnim igrama u Jajcu 2009. nagrađen za glumačku kreaciju za ulogu Hermana Klausa u predstavi Divlje meso.

## Spoljašnje veze
Intervju sa Ljubišom Savanovićem